# Storenomorpha reinholdae
Storenomorpha reinholdae is een spinnensoort in de taxonomische indeling van de mierenjagers (Zodariidae).
Het dier behoort tot het geslacht Storenomorpha. De wetenschappelijke naam van de soort werd voor het eerst geldig gepubliceerd in 1989 door Rudy Jocqué & Robert Bosmans.